# Список герцогов и маркграфов Фриуля
Герцоги и маркграфы Фриуля были правителями средневекового герцогства Фриуль, а затем Фриульской марки.

## Лангобардские герцоги
- 569 — не позднее 581: Гизульф I
- не позднее 581—590: Гразульф I (ум. 590)
- 590—610: Гизульф II (ум. 610)
- 610—610-е/620-е: Тасо
- 610—610-е/620-е: Какко
- 610-е/620-е — около 653: Гразульф II
- около 653—660-е: Аго
- 660-е—663/664: Луп
- первая половина 660-х: Арнефрит
- 660-е—670/671: Вехтари
- 670/671—???: Ландари
- конец VII века: Радоальд
- 690-е: Ансфрид
- конец VII или начало VIII века: Адо
- конец VII — начало VIII века: Фердульф
- начало VIII века: Корвул
- 706?—737?: Пеммо
- 737?—744: Ратхис (ум. после 757), также король лангобардов в 744—749 годах
- 744—749: Айстульф (ум. 756), также король лангобардов с 749 года и герцог Сполето с 751 года
- 749—750/751: Ансельм Нонантолский (ум. 803)
- 750/751 — не позднее 774: Пётр
- не позднее 774—776: Ротгауд (ум. 776)

В 776 году, после неудачного восстания Ротгауда, Карл Великий стал назначать герцогами франков.

## Вассалы Каролингов

### Герцоги
- 776—787: Маркарий (ум. ок. 787)
- 789—799: Эрик (ум. ок. 799)
- 799—808: Гунфрид I (ум. после 808), также маркграф Истрии в 799, граф в Реции 806/808
- 808—817: Айо (ум. 817)
- 817—819: Кадолаг (ум. 819)
- 819—828: Балдрик (Балдерих) (ум. после 827)

### Маркграфы
- 846—866: Эбергард (ум. 866) (также герцог Фриуля)
- 866—874: Унрош (III) (ум. 874)
- 874—924: Беренгар I (ум. 924), также король Италии с 888 и император Запада с 915
- 891—896: Вальфред (ум. после 896)

До 924 года Фриульская марка контролировалась королём Беренгаром I Фриульским, после смерти которого новый король Гуго Арльский не назначил нового маркграфа, а территория маркграфства вошла в состав Веронской марки.